# الکس برکلدز
الکس برکلدز (انگلیسی: Aleks Berkolds؛ زادهٔ ۲۷ آوریل ۱۹۹۶) بازیکن فوتبال اهل ایالات متحده آمریکا است.
از باشگاه‌هایی که در آن بازی کرده‌است می‌توان به باشگاه فوتبال سیاتل ساندرز اشاره کرد.